# Coito interrompido
Coito interrompido (em latim coitus interruptus) é um método de contracepção no qual, durante a relação sexual, o pênis é removido da vagina logo antes da ejaculação, impedindo a deposição de sêmen no interior da vagina. Este método tem sido utilizado amplamente pelos últimos dois mil anos e seu uso em 1991 foi estimado em 38 milhões de casais em todo o mundo.

## Efetividade
Como muitos outros métodos contracetivos, a efetividade confiável é alcançada somente com o uso correto e consistente. As taxas de falha observadas de coito interrompido variam dependendo da população estudada: estudos mostraram taxas de falhas de 15-28% por ano. Em comparação, a pílula anticoncepcional tem uma taxa real de falha de 2-8%, enquanto que o diafragma tem uma taxa real de falha de 5-10%.  O preservativo tem um taxa real de falha de 10-18%.
Para casais que usam o coito interrompido em todos atos sexuais, a taxa de falha é de 4% por ano. Em comparação a pílula tem uma  taxa de falha de uso-perfeito de 0.3%, enquanto o diafragma tem uma taxa de falha de uso-perfeito de 6%.  O preservativo tem uma taxa de falha de uso-perfeito de 2%.
A principal causa da falha do método do coito interrompido é a falta do auto-controle de quem o utiliza. Isso pode resultar no depósito de sêmen na vulva, que pode facilmente migrar para o trato reprodutivo feminino. Alguns médicos vêem o coito interrompido como um método ineficiente para o controle de natalidade.  Em contraste, um estudo recente no Irã demonstrou que províncias com altas taxas de uso de coito interrompido não apresentam altas taxas de fertilidade, e que a contribuição do método para uma gravidez não desejada não é muito diferente do que a dos outros métodos mais utilizados, como a pílula ou preservativo.
Foi sugerido que o pré-ejaculado ("fluido de Cowper"), fluido emitido pelo pênis antes da ejaculação, contém espermatozoides e é facilmente inserido na vagina através da ação dos capilares. Entretanto, muitos estudos novos não obtiveram êxito em achar algum espermatozoide viável no fluido. Enquanto grandes estudos conclusivos não foram realizados, acredita-se que a principal causa da falha do uso-correto é a do fluido pré-ejaculado adquirindo espermatozoides de uma ejaculação anterior.  Por esta razão, é recomendado que os usuários do coito interrompido façam com que o homem urine entre as ejaculações, para limpar a uretra do esperma, e limpar qualquer ejaculado de objetos que possam chegar perto da vulva da mulher (por exemplo, mãos e pênis). Até hoje não foram constatados casos de gravidez do uso do coito interrompido aliado à injeções anti-concepcionais (Mesygina, Perlutan e Ciclofemina) ou ao adesivo Anti-concepcional (Evra). Por transformarem a parede da vagina em um ambiente inapropriado para a sobrevivência do espermatozoide, esses remédios fazem que os poucos que existem no líquido pré-ejaculado morram facilmente, impossibilitando a fecundação. As injeções e o adesivo anti-concepcional são considerados hoje os contraceptivos mais eficientes, com um índice de falha extremamente baixo.

## Vantagens
A vantagem do coito interrompido é a de que pode ser utilizado por qualquer pessoa que tiver vontade ou não tiver acesso a outras formas de contracepção. (Alguns homens preferem fazer isso de modo que eles protejam suas parceiras dos possíveis efeitos adversos dos contraceptivos. Este método não tem custos, não requer dispositivos artificiais, não têm efeitos colaterais físicos, e pode ser praticado sem a prescrição ou consulta médica.

## Desvantagens
O coito interrompido não é eficiente na prevenção de DSTs, como HIV, já que o pré-ejaculado pode carregar partículas de vírus ou bactérias que podem infectar o parceiro se este fluido entrar em contato com membranas mucosas. Entretanto, a redução no volume dos fluidos corporais trocados durante a relação sexual pode reduzir a propensão da transmissão de doenças devido ao menor número de patógenos presentes.
Este método pode ser de difícil utilização para alguns homens. A interrupção da relação sexual pode deixar os parceiros insatisfeitos, como alguns homens relataram que o ato é análogo a sair de um cinema um pouco antes do grande final de um bom filme.

## Prevalência
Mundialmente, 3% das mulheres em idade fértil confiam no método do coito interrompido como seu método contraceptivo primário. A popularidade regional do método varia amplamente, de uma baixa taxa de 1% no continente Africano até 16% na Ásia Ocidental. (Dados de pesquisas da década de 1990.) 
Nos Estados Unidos, 56% das mulheres em idade reprodutiva já tiveram um parceiro que usava o coito interrompido. Em 2002, 2,5% estavam usando o coito interrompido como seu método primário de contracepção.